# 中村スポーツセンター
中村スポーツセンター（なかむらスポーツセンター）は、愛知県名古屋市中村区中村町字侍屋43番地の1にある市営のスポーツ施設である。

## 概要
中村スポーツセンターは、中村公園東部に隣接しているが、最寄り駅は中村公園駅ではなく中村日赤駅の方が近い。

## 沿革
- 1994年（平成6年）7月20日 - オープン。

## 施設

### 第1競技場
観客席：1268席
- ハンドボール／1面
- テニス／2面
- バスケットボール／2面
- バレーボール（9人制）／2面
- バレーボール（6人制）／3面
- 卓球／12面
- バドミントン／10面
- レク・インディアカ／10面、その他
- ランニングコース／210メートル

### 第2競技場
観覧席：100席
- 柔道・剣道・空手・なぎなた／各2面、その他

### 弓道練習場
- 和弓：近的（28メートル）6人立

### 軽運動室
- エアロビクス・ジャスダンス・卓球
  - 球技は利用できない。ただし卓球を除く。

### トレーニング室
有酸素系
- トレッドミル系 2種類：7点
- 自転車エルゴメーター系 6種類：13点
- ステップマシン系 4種類：7点

ウエイトマシン系
- 上半身・下半身・体幹等 15種類：16点

フリーウェイト系
- ベンチプレスベンチ等 8種類：13点
- スクワットラック・パワーラック等 1種類：1点
- セットダンベル：1㎏～45㎏
- セットバーベル：10㎏～45㎏
- 着脱式バーベル：最大240㎏

### 温水プール
- 練習用：25メートル／6コース（水深1.1メートル～1.3メートル）
- 学童用：25メートル／1コース（水深0.85メートル～0.95メートル）
- 幼児用：50平方メートル（変形　水深0.5メートル）

### 会議室
- 4室（36名、24名×3）

### 駐車場
- 131台

## 所在地
- 愛知県名古屋市中村区中村町字侍屋43番地の1

## 周辺施設
施設
- 名古屋競輪場

教育
- 名古屋市立中村小学校

公園
- 中村公園

神社
- 豊国神社

## 交通アクセス

### 鉄道
地下鉄
- 名古屋市営地下鉄東山線：中村日赤駅から徒歩で約7分。

### バス
名古屋市営バス
- 「中村小学校」下車、徒歩で約1分。
  - 名駅25：豊公橋←→豊公橋
  - 中村巡回：本陣←→稲西車庫
- 「中村公園北口」下車、徒歩で約5分。
  - 名駅25：豊公橋←→豊公橋